# Elemento unitario de carga

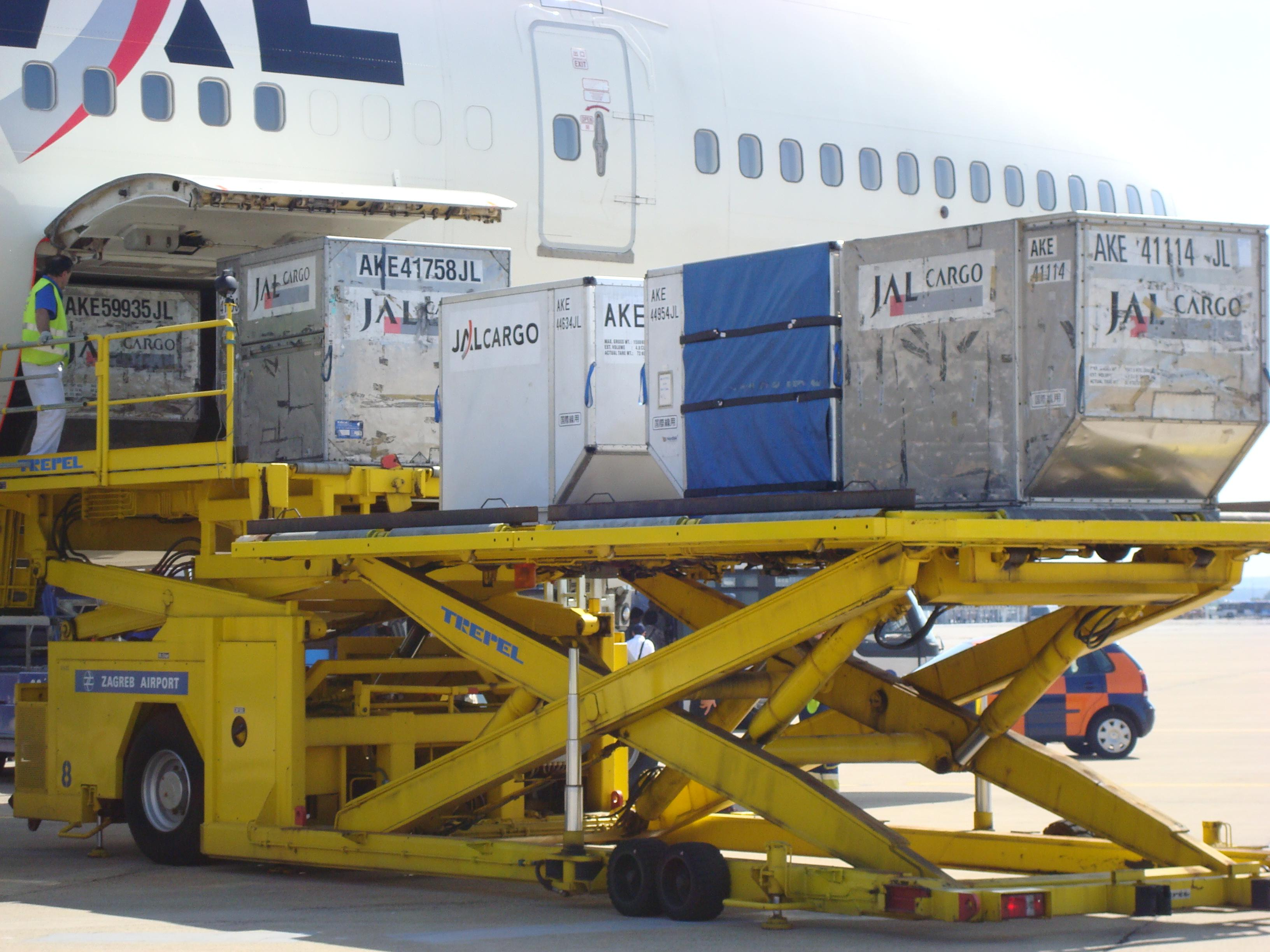
Contenedores LD3 siendo descargados de un Boeing 747.

Un elemento unitario de carga, o ULD por sus siglas en inglés (Unit Load Device), es un contenedor o palet metálico usado para cargar equipaje, mercancías, y correo en aviones de fuselaje ancho y determinados aviones de fuselaje estrecho específicos. Permite que una gran cantidad de carga sea agrupada en una sola unidad. Puesto que conllevan un menor número de unidades de carga, ahorran tiempo y esfuerzo al personal de tierra y ayudan a prevenir retrasos en los vuelos.
Cada ULD dispone de su propia lista o «manifiesto de carga», para que su contenido pueda ser controlado.

## Tipos
Los ULD existen en dos formatos: palés y contenedores.
1. Los palés ULD, se conocen también como «planchas», son unas planchas robustas de aluminio con bordes en los que se enganchan las mallas o correas que bloquean la carga.
2. Los contenedores ULD, también conocidos como «iglúes», «latas» o «vainas», son contenedores cerrados hechos de aluminio o combinación de aluminio (armazón) y Lexan (paredes), los cuales, dependiendo de la naturaleza de los bienes que transportan, pueden tener incorporadas unidades de refrigeración.

Los fabricantes de contenedores y las compañías aéreas han desarrollado distintos tipos para productos especiales: como los que se utilizan para transportar modelos de alta costura, para enseres domésticos, etc. A continuación se listan los tipos más comunes de elementos unitarios de carga y sus especificaciones.
El volumen que pueden ocupar y transportar los palés está calculado según el alto de 64 pulgadas (162,56 cm) del piso inferior. El límite de altura para el piso principal depende del tipo de aeronave.

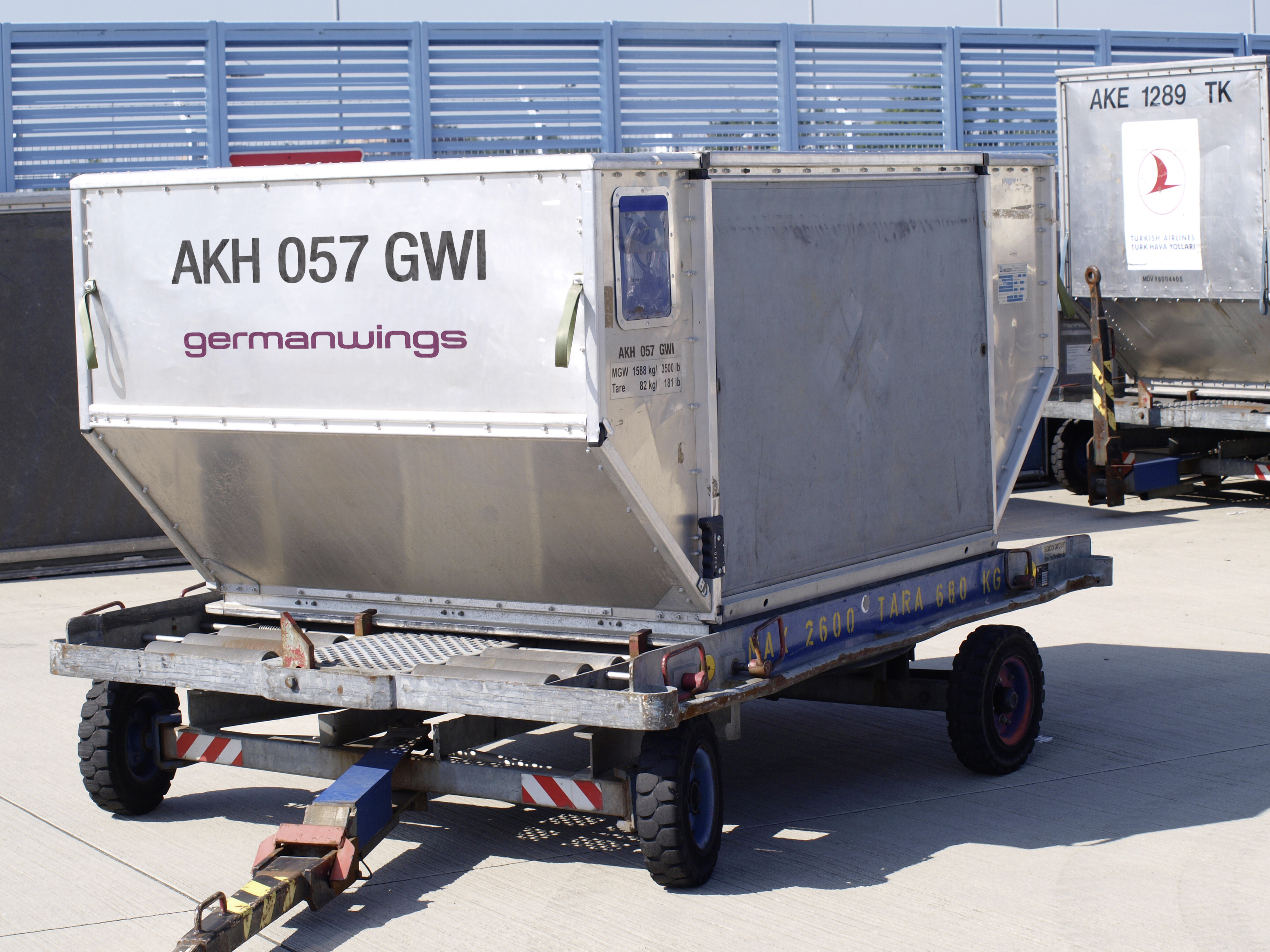
Un contenedor LD3-45 con prefijo AKH.
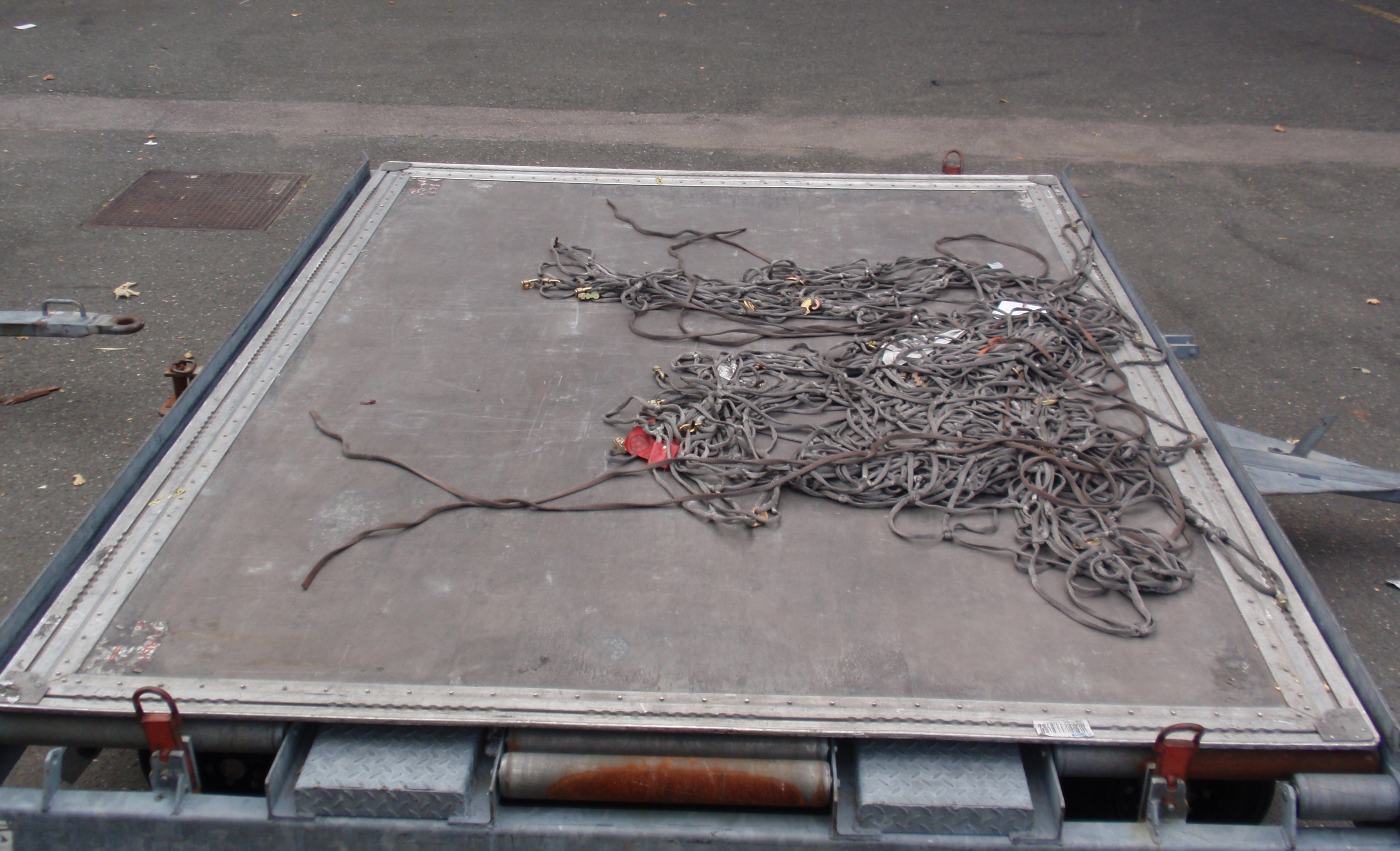
Palé LD7 (244 × 318 cm).
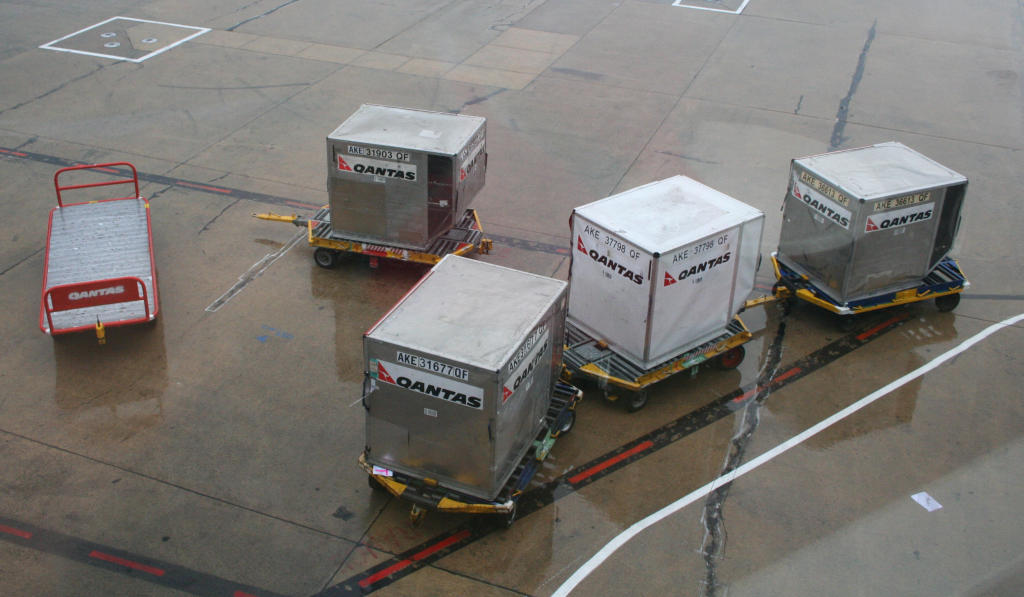
Un hilera de contenedores LD3 con prefijo AKE.
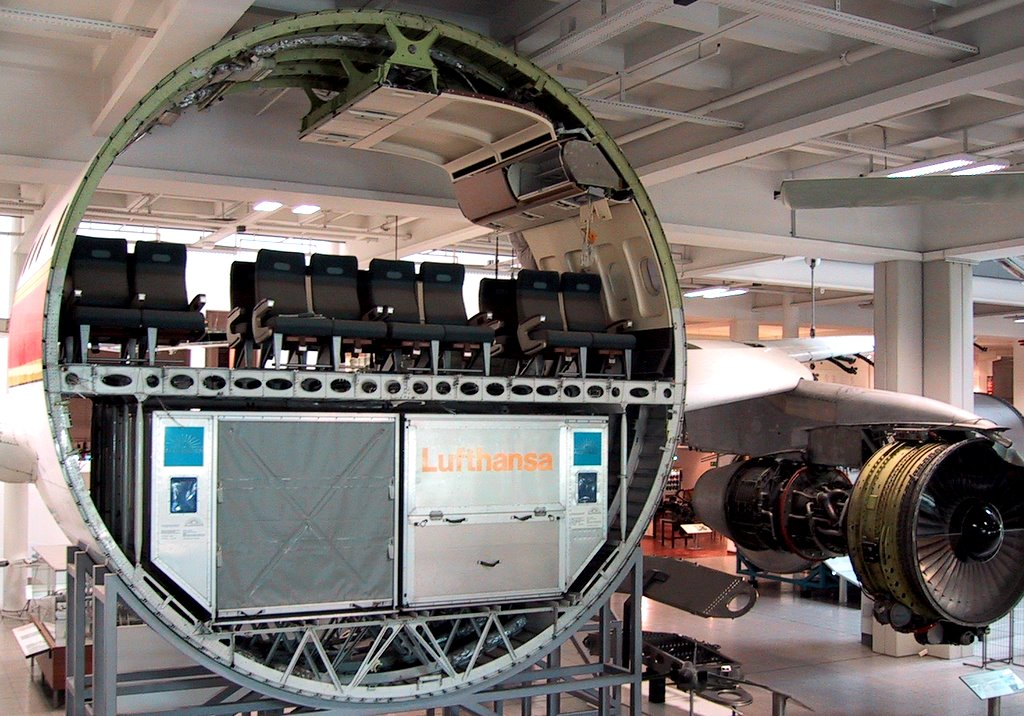
Sección de un Airbus A300 con contenedores LD3 en el piso inferior.

## Ventajas de los contenedores aéreos

Contenedores aéreos en el aeropuerto de Chitose (Japón).

La ventaja principal por la que se utilizan estos elementos unitarios de carga es económica. Por una parte, la contenerización reduce gastos de manipulación de mercancías y por otra, la tarifa por ULD es fija y es mucho más rentable que la tarifa por volumen o por peso (se puede transportar el máximo peso posible dentro del volumen del contenedor).
Otra ventaja importante del uso de los contenedores es el ahorro de tiempo. Los contenedores pueden aceptarse para embarque más tarde que la mercancía que debe consolidarse antes de embarcar. Un contenedor se puede recoger en cuanto se encuentra en el centro de distribución, mientras que la mercancía no contenerizada debe desagruparse antes de la recogida.
Por otra parte, el despacho aduanero de los contenedores es más rápido ya que un contenedor viaja bajo un solo conocimiento aéreo (documento del transporte aéreo de mercancías).